# Газиев, Идрис Мударисович
Идри́с Мудари́сович Гази́ев (род. 21 апреля 1960, Курманаево, Башкирская АССР) — певец, народный артист Башкортостана (1993) и Татарстана (2002), заслуженный артист Российской Федерации (1999). Кандидат искусствоведения (2009), профессор кафедры вокального искусства (2013).

## Биография
Родился 21 апреля 1960 года в деревне Курманаево Аургазинского района Башкирской АССР. Учился в Уфимском училище искусств (класс Муртазиной Миляши Галеевны).
В 1986 году окончил Уфимский институт искусств (класс М. Г. Муртазиной) по специальности «Концертно-камерный певец, преподаватель», в 1996 году — Российский институт переподготовки работников искусства и культуры (Москва, курс Н. И. Кузнецова) по специальности «режиссёр музыкального театра».
В 1986—2010 годах работал в Башкирской государственной филармонии имени Хусаина Ахметова.
С 2001 года преподаёт на кафедре вокального искусства и кафедре эстрадного джазового исполнительства и звукорежиссуры в Уфимской государственной академии искусств. Профессор, кандидат искусствоведения. Кандидатскую диссертацию на тему: «Формирование и развитие профессионализма в вокальной культуре волго-уральских мусульман» защитил в 2009 году в Казани.
Идрис Газиев выпустил более 14 компакт-дисков и видеокассету «Поёт Идрис Газиев» (ГТРК «Башкортостан»).

## Вокальные партии
Состоят из музыки зарубежных композиторов (Г. Ф. Гендель, К. Дебюсси, Д. Каччини, Ф. Шуберт, Р. Шуман), отечественных композиторов (М. И. Глинка, С. В. Рахманинов, Н. А. Римский-Корсаков, П. И. Чайковский), башкирских — («Ашкадар», «Бииш», «Гайса-ахун», «Зюльхизя», «Хандугас», «Эскадрон»), татарских — («Аллюки», «Зубаржат», «Лес», «Тахир-Зухра» и др.). Исполнил партию тенора в симфониях № 3 «По прочтении башкирского эпоса „Урал-батыр“» и № 4 «Реквием-узун-кюй» М. Х. Ахметова, Юноши в рок-опере «Звезда любви» С. А. Низаметдинова, вокально-симфонической поэмы «В ритмах Тукая» А. З. Монасыпова (2-я ред.), вокально-симфонической поэмы «Белое полотенце» («Ак сөлге») Р. Ахияровой на стихи Р. Хариса, триптиха «Превратившийся в песню…» Р. Ю. Абязова, песни и романсы Н. А. Даутова, З. Г. Исмагилова, А. Т. Каримова, Р. Г. Касимова, С. Низаметдинова, Р. М. Хасанова, Д. Д. Хасаншина и другие.

## Награды и звания
- Заслуженный артист Башкирской АССР (1989)
- Народный артист Республики Башкортостан (1993)
- Заслуженный артист Российской Федерации (1999)
- Отличник образования Республики Башкортостан (2000)
- Народный артист Республики Татарстан (2002)
- Лауреат конкурса молодых певцов на приз имени Г. Альмухаметова (Уфа, 1980), Всероссийского конкурса исполнителей советских песен «Сочи-1984», Всесоюзного конкурса «Татарская песня» (Казань, 1989), исполнителей эстрадной песни «Балтийская песня» (Карлсхамн, Швеция, 1998)
- Лауреат фестиваля «Соловей» (Казань, 1999, 2000)
- Государственная премия Республики Башкортостан имени Салавата Юлаева (1998)
- Премия имени Г. Саляма (1990)
- Государственной премии Республики Татарстан имени Габдуллы Тукая (2020)
- Премия имени Г. Ибрагимова.
- Орден Дружбы (2021) - за заслуги в развитии отечественной культуры и искусства, многолетнюю плодотворную деятельность[1].